# Câmpulung
Câmpulung (magyarul: Hosszúmező, németül: Langenau, régi szláv nyelven: Dlagopole) municípium Argeș megyében, Románia Munténia régiójában. 580–600 m tengerszint feletti magasságban található, Pitești-től 62 km-re É-ÉK-re. A Râul Târgului folyó partján fekszik.
A város kilenc kerületre van osztva: Centru, Vișoi, Valea Româneștilor, Schei, Grui, Mărcuș, Flămânda, Rotunda és Tabaci.

## Történelem
- 1300 – a város első írásos említése, így Havasalföld legrégebbi városának számít.
- 1521 – innen származik az első román írásos emlék: Neacșu levele (Scrisoarea lui Neacșu).
- A 17. századig szászok lakták a várost.

## Híres személyek
Itt születtek:
- Ion Barbu (1895–1961) román költő és matematikus
- Cristina Dorcioman (1974 – ) román nemzetközi női labdarúgó-játékvezető

## Testvérvárosok
- Soissons, Franciaország
- Popovo, Bulgária
- Gornja Radgona, Szlovénia

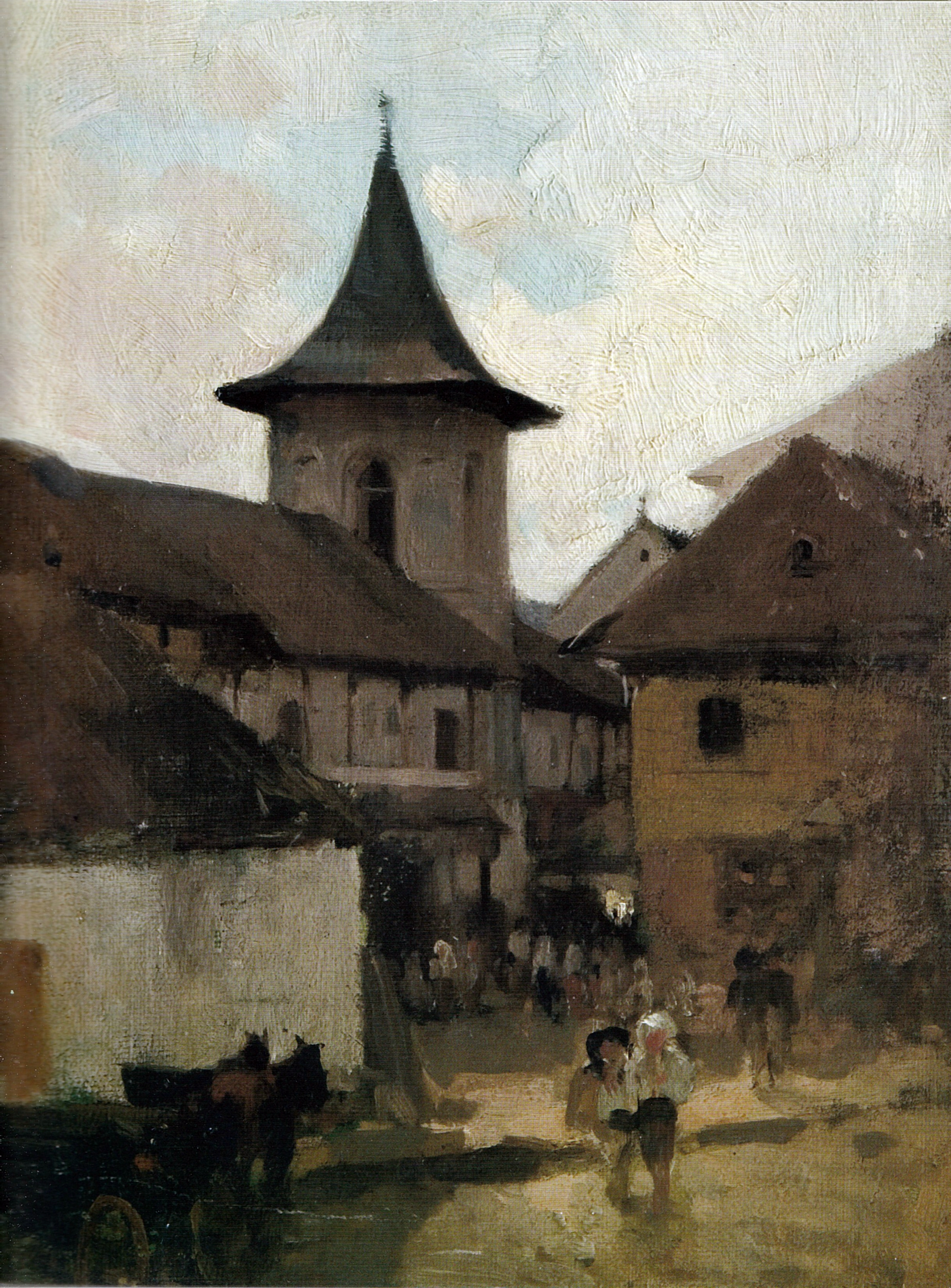
Nicolae Grigorescu: A câmpulungi katolikus templom

- Belluno, Olaszország